# Jelena Pavlovna Romanova orosz nagyhercegné
Jelena Pavlovna, született Friderika Sarolta Mária (németül: Prinzessin Friederike Charlotte von Württemberg, oroszul: Великая княгиня Елена Павловна Романова; Stuttgart, 1807. január 9. – Szentpétervár, 1873. február 2.), württembergi hercegnő, Mihail Pavlovics Romanov orosz nagyherceggel kötött házassága révén orosz nagyhercegné. I. Frigyes württembergi király unokája.

## Élete

### Származása és ifjúkora
Friderika Sarolta hercegnő Pál württembergi királyi herceg és Sarolta szász–hildburghauseni hercegnő első gyermeke volt az öt közül. 1815-ben Pál herceg Párizsba költözött, elhagyva feleségét és két fiát. Leányai, Sarolta és Paulina hercegnők vele tartottak, és a francia fővárosban nőttek fel.
A leányok egyszerű, nem rangjukhoz méltó körülmények között cseperedtek fel, ámbár magas szintű oktatásban részesültek, és tudományos körökben forgolódtak. Friderika Sarolta hercegnő itt ismerkedett meg többek között Georger Cuvier-vel.

### Házassága és gyermekei
A hercegnő jövőjéről tizenöt éves korában döntött a családja, amikor eljegyezték I. Sándor orosz cár öccsével, Mihail Pavlovics orosz nagyherceggel. Az eljegyzésben fontos szerepet játszott Marija Fjodorovna cárné, aki maga is württembergi hercegnőként született, és legifjabb fia nejének saját honfitársat szeretett volna. A fiatal jegyesek csak egy évvel az eljegyzésük után, 1823-ban találkoztak a határon, ahol a „hercegkisasszony mindenkit elbűvölt higgadtságával és intelligenciájával”.
Az orosz cári család elvárásainak megfelelően Friderika Sarolta áttért az orosz ortodox hitre, és felvette a „Jelena Pavlovna” nevet. Mihail Pavlovics nagyherceg és Jelena Pavlovna 1824. február 20-án keltek egybe. 1828-ban, Marija Fjodorovna anyacárné halálát követően a házaspár örökölte az uralkodóné pavlovszki palotáját, ahol a család rengeteg időt töltött.

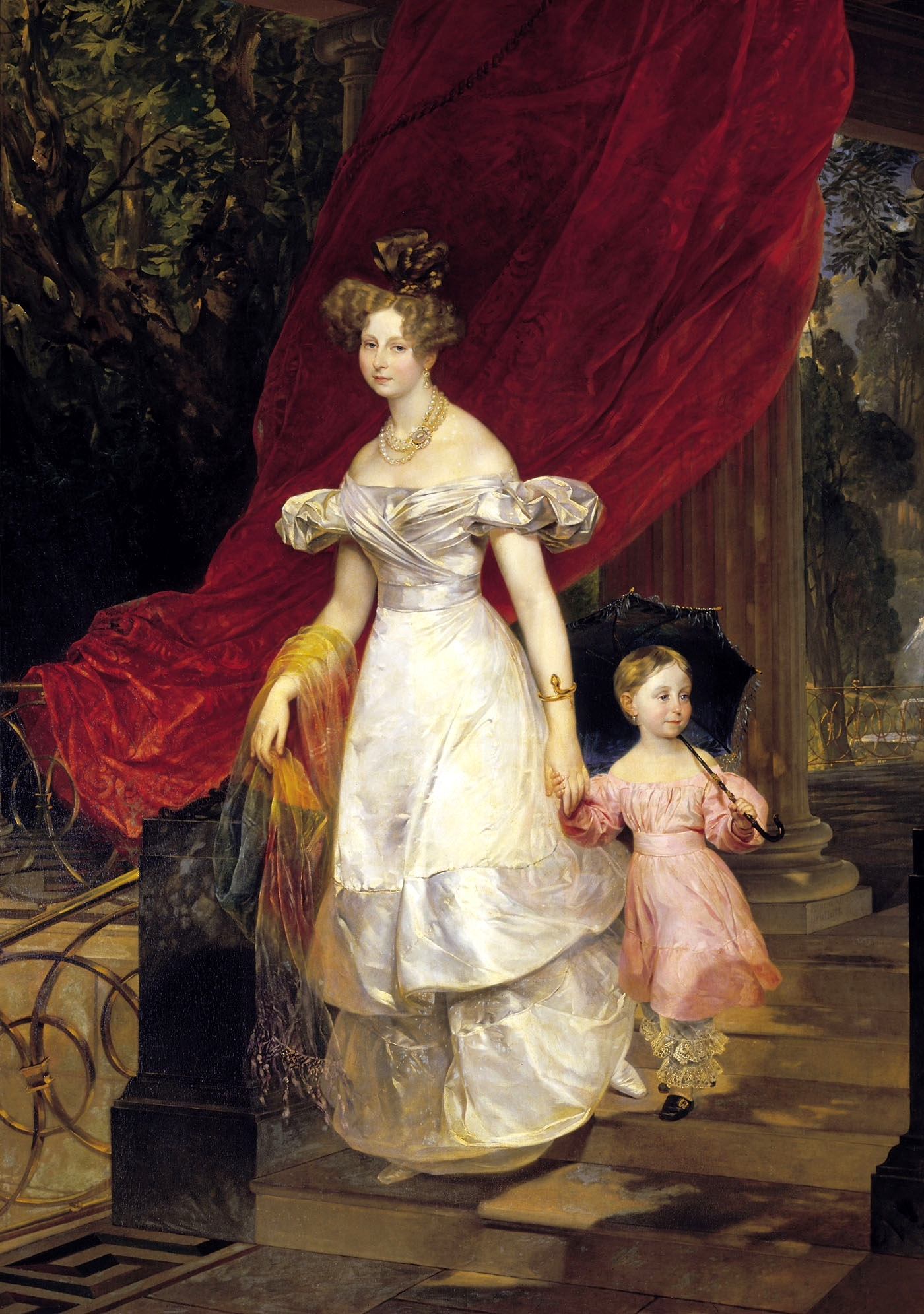
Jelena nagyhercegné leányával, Marija Mihajlovnával (1830; Karl Pavlovics Brjullov)

Jelena Pavlovnának és Mihail Pavlovicsnak hat gyermeke született:
- Marija Mihajlovna nagyhercegnő (Moszkva, 1825. március 9. – Bécs, 1846. november 19.), nem házasodott meg, gyermektelenül halt meg
- Jelizaveta Mihajlovna nagyhercegnő (1826. május 26. – 1845. január 28.), feleségül ment Adolf nassaui herceghez, így Nassau hercegnéje lett
- Jekatyerina Mihajlovna nagyhercegnő (1827. augusztus 28. – 1894. május 12.), összeházasodott György Auguszt mecklenburg–strelitzi herceggel
- Alekszandra Mihajlovna nagyhercegnő[5] (Moszkva, 1831. január 28. – Moszkva, 1832. március 27.)
- Anna Mihajlovna nagyhercegnő (Moszkva, 1834. október 27. – Szentpétervár, 1836. március 22.).

Mihail nagyherceg és felesége kapcsolata a sok gyermek ellenére rossz volt, házasságuk korán zátonyra futott: „Jelena nagyszámú gyermeket hozott a világra, ám amiért mindegyikük lány volt, férje érzéketlen közömbösséggel viseltetett az asszony iránt”. Jelena Pavlovna boldogtalan volt, ami híven tükröződik bátyja levelében: „Egyet kell értenünk abban, hogy ezt a fiatal és elbűvölő hölgyet szükségtelenül és haszontalanul áldozták fel. Helyzete rettenetes volt”. Jelena Pavlovna nagyhercegné el akarta hagyni a férjét és Oroszországot, de a cári család ebbe nem egyezett be. A nagyhercegné 1827-ben ugyan elutazott az országból, a család nem engedélyezett számára hosszabb távollétet, így hamarosan vissza kellett térnie.

### Jószolgálati tevékenységei
Miután a hazatért, Jelena Pavlovna helyzete jobbra fordult. Összebarátkozott sógorával, I. Sándor cárral és feleségével, Jelizaveta Alekszejevna cárnéval. Férje 1849-ben bekövetkezett halála után a nagyhercegné előtérbe került, és aktívan részt vett mind a politikában, mind a kulturális életben. Elhatározta, hogy Oroszországban művészeti, irodalmi köröket, szalonokat fog létrehozni, és ennek érdekében több művészt, írót is pártfogolt. II. Sándor cár uralkodása alatt támogatta unokaöccse reformjait, létrehozta a Szentpétervári Zeneiskolát, valamint ápolónővér-rendet alapított, mely az orosz Vöröskereszt alapjait képezte. Az ápolónővérek rendelkezésére bocsátotta a férje által építtetett Régi Mihajlovszkij-palota egy részét. Ő maga az orosz nemesség több tagjával együtt árvaházat nyitott.
A nagyhercegné az orosz közélet mellett a cári családban is jelentős helyet foglalt el. Részt vett II. Sándor cár és Konsztantyin Nyikolajevics nagyherceg reformjainak kidolgozásában. A tudományok és művészetek iránti érdeklődése nagy elismerést váltott ki nemcsak családtagjaiból, de számos korabeli tudósból is. Sikerült megnyernie unokaöccse feleségének, a tartózkodó Marija Alekszandrovna cárnénak a bizalmát és barátságát, és segített beilleszkednie az országba.
A nagyhercegné hatvanhat éves korában, 1873. február 2-án hunyt el Szentpéterváron. Még életében megemlékeztek róla, mikor 1849-ben az ő tiszteletére nevezték át a Régi Mihajlovszkij-palotát Jelena Pavlovna névre.

## Külső hivatkozások
- Képek, érdekességek Archiválva 2009. március 2-i dátummal a Wayback Machine-ben (angolul)
- Életrajzi adatok
- Életrajza (oroszul)